# 島田翼
島田 翼（しまだ つばさ、1996年5月18日 - ）は、日本の男性ダンサー、クラブDJ、ラジオDJ、トラックメイカー。神奈川県出身。
かつてスターダストプロモーション制作1部に所属し、同事務所のダンス&ボーカルユニットPRIZMAX（旧：PrizmaX）のメンバーだった。
愛称は「つばちゃん」。
フランス人を祖父にもつクォーター。
ジュネーブ在住でインスタレーションなどを手掛けるアーティストYusuké Offhause(ユースケ・オフハウズ)は従兄弟。
DJ名義は「tzbasa」。

## 略歴
- 2005年のEXILEのツアー「EXILE LIVE TOUR 2005 〜PERFECT LIVE "ASIA"〜」バックダンサーなど各種コンサート、イベントで活動。
- 2005年、スターダストプロモーションのダンス&ボーカルユニットPrizmaXの弟分・PrizmaX Jr.のメンバーになる（のちにPrizmaX本体に編入）。
- 2008年より1年間、NHK教育『天才てれびくんMAX』にてれび戦士として出演。 同番組内にて、武田聖夜、田中理来と共に「勇気は時を超える」「Forever the Moment～永遠の一瞬～」などを歌う３ピース・ユニット「Mist（ミスト）」のメンバーになる。
- 2010年10月30日、同事務所の若手ユニットEBiDAN（恵比寿学園男子部）のメンバーとなる[2]。
- 2011年、NHK『みんなのうた』の楽曲「ピースフル!」を歌う50名の大型キッズユニット「ピース×ピース」のメンバーになる。
- 2011年08月、PrizmaXおよびEBiDANの活動から離れる。
- 2013年03月27日、PrizmaXに復帰、5人組ユニット（黒川ティム、森崎ウィン、清水大樹、島田翼、福本有希）として、シングル「Mysterious Eyes/GO!」でCDデビュー。  ※島田はサポートメンバーを経てPrizmaXに加入（「再加入」ではなく「新加入」としている）[3]。
- 2014年09月、PrizmaXの4thシングル「REBORN」がオリコンシングルランキングで7位を獲得。
- 2015年09月、PrizmaXの6thシングル「Lonely summer days」がオリコンシングルランキングで7位を獲得。
- 2016年04月、PrizmaXの7thシングル「UP＜UPBEAT」がオリコンシングルランキングで4位を獲得。
- 2016年06月29日、PrizmaXの派生ユニットマッシュルームズ（黒川ティム、清水大樹、島田翼、福本有希）として、ユニバーサル ミュージックよりリリースされた ザ・ビートルズ来日50周年記念カバーアルバム「Hello Goodbye」に参加し、「MAGICAL MYSTERY TOUR」を収録。
- 2016年07月01日～2021年04月01日、ソーシャルミュージックサイト「OKMusic」にて、音楽コラム『Wet Crate』を執筆 （1＋58回連載）。
- 2017年02月18日、島田が振付した同じ事務所の後輩ユニットZeBRA☆STARの1stシングル「Boys,Be Ambitious！」発売。
- 2018年10月03日、メンバープロデュース楽曲第二弾　島田翼プロデュース、PrizmaX「rewind」配信。  ※UKガラージをモチーフにしたサウンド。
- 2020年03月27日、所属グループPRIZMAXが解散。
- 2020年08月04日、自身のDJによるレギュラー音楽番組『Mint Juice Radio』スタート。
- 2020年09月26日、clubberiaとWOMBによる新プロジェクト「クロストーキョー」の第一弾にて、DJプレイとトークセッションを配信。[4]
- 2021年03月31日、スターダストプロモーションを退所。
- 2021年12月22日、島田が振付した古巣スターダストプロモーションの後輩ユニットZeBRA☆STARの5thシングル「Future!!!!!!!!!」発売。
- 2022年05月、渋谷KOARAの老舗パーティー"探心音"レジデントに加入。トラックメイカーとしての活動開始。
- 2024年02月19日 PM10：00（日本放送時間AM6:00）、ドイツのRefuge Worldwide (ベルリン拠点のコミュニティ ラジオ局)より「Love from Kanzou with Tzbasa」と題し、トリップホップ/ダウンテンポを集めた島田の新しいミックスを放送。
- 2024年4月、以前から親交のあった横浜のスケートショップ「LAUG」よりオファーがあり、LAUG FAMILY となった。 イベントでのDJやオリジナルプレイリストの作成、映像のMUSIC DIRECTOR として活動すべくサポート受けることとなる。[5]

## 人物
幼少期から幅広い音楽に触れ、ヴァイナル・ジャンキーとして知られ、レギュラー音楽番組『Mint Juice Radio』では、自身で掘り起こしてきたレコードの音源を交えて、タイムレス、ジャンルレスな音楽を届けている。
ブラックミュージックから縦横無尽にさまざまな音楽体験を経た中で、ダンスミュージックに着地。ダンスミュージックの疾走感と共に、芸能界屈指のDJ/レコード・ディガーを目指し音の旅を続ける。
行きつけのレコ屋はSatellite Record、テクニーク、HMV record shop渋谷店、ディスクユニオン各店、ハードオフ各店（タイムアウト東京『Tokyo Insider ＃1』2019年8月27日掲載より）。
クラブDJとして、渋谷にある「WOMB」「Contact」「KOARA」などのイベントに度々出演。
語彙力に長け、端正な風貌からかなりクールに見えるが、性格は意外にホットで陽気。
パリのイケてるレコードショップ「yoyaku」にて、未発表だった「Oshaha」のレコードを手に入れた時は相当嬉しかったらしく、音楽コラム『Wet Crate』内の動画にて、非常に熱く語っている。
愛用アイテムはReebok/classicのスニーカー（白）。「Reebokは履き心地がいいし、すごく好きなブランド。しばらくは同じスニーカーを買い替えると思います」とのこと。

## 活動

### 【1】テレビ番組
- 天才てれびくんMAX（2008年 - 2009年 NHK教育）てれび戦士
- 超D.プリカスZ（2014年07月05日-2016年06月26日 BS朝日）PrizmaX時代、レギュラー
- スター☆ドリーマーズ（(2016年07月03日-2017年10月01日  BS朝日）PrizmaX時代、レギュラー
- Win's Shooow Time!（2018年11月17日-2020年03月22日 MNTV／ミャンマー）PrizmaX時代、レギュラー[11]
- おいしい記憶きかせてください 第2回（シーズン2）「ブイヤベース」篇（2019年8月4日、BSフジ）- 調査員

### 【2】舞台
- EBiDAN THE LIVE AFTER SCHOOL LIVE vol.1（2010年）
- EBiDANのクリスマスお楽しみ会（2010年）
- EBiDAN THE LIVE AFTER SCHOOL LIVE vol.2（2011年）
- 劇☆男第7回公演「2069」（2016年）
- 劇☆男「2069感謝祭」 ゲスト出演
- 劇団TEAM-ODAC第26回本公演「岸和田少年愚連隊〜あの頃のハートは今もある〜」（2017年）島山勝 役
- Gentle Winds〜あの風が吹いたとき〜（2018年5月）主演・大空潤 役
- 劇団TEAM-ODAC第30回本公演「猫と犬と約束の燈2018-夏」（2018年7月）犬太 役

### 【3】ライブ
- PRIZMAX／旧：PrizmaX 時代（主なライブ）：
  - ワンマンライブ・主催イベント：
    - 2015年05月29日 - We believe LIVE @ 渋谷TSUTAYAO-EAST
    - 2015年12月05日 - PrizmaX Level 1 〜アイアシアターで会いアSHOW〜 @ AiiA 2.5 Theater Tokyo
    - 2016年03月14日 - PrizmaX Level 2 〜プリッとブリッツ！赤坂Priz〜 @ 赤坂BLITZ
    - 2016年08月20日 - PrizmaX Level3 東名阪ツアー Only summer days 〜スペトロボール〜 @ 愛知　SPADE BOX
    - 2016年08月21日 - PrizmaX Level3 東名阪ツアー Only summer days 〜スペトロボール〜 @ 大阪　梅田CLUB QUATTRO
    - 2016年08月27日 - PrizmaX Level3 東名阪ツアー Only summer days 〜スペトロボール〜 @ 東京　品川ステラボール
    - 2016年11月20日 - PrizmaX Live Level4 いつかこの夜を思い出すだろう 〜Someday〜 @ 新木場STUDIO COAST
    - 2016年12月29日 - PrizmaX ClimaX 2016 @ WOMB
    - 2017年05月27日 - PrizmaX advance with WHITE JAM @ 品川インターシティホール
    - 2017年07月21日 - PrizmaX Live Tour Level 5 「DIVE」 @ 福岡　BEAT STATION
    - 2017年07月22日 - PrizmaX Live Tour Level 5 「DIVE」 @ 大阪　なんばHatch
    - 2017年07月26日 - PrizmaX Live Tour Level 5 「DIVE」 @ 愛知　DIAMOND HALL
    - 2017年08月09日 - PrizmaX Live Tour Level 5 「DIVE」 @ 東京　Zepp DiverCity
    - 2017年11月26日 - PrizmaX advance with FlowBack @ 原宿クエストホール
    - 2017年12月23日 - PrizmaX Live Level6 「悲しみを乗り越えて人は強くなれるだろう 〜Memory〜」@日本青年館
    - 2018年06月02日 - PrizmaX Hall Tour Level 7 〜FUSION〜 @ NHK大阪ホール
    - 2018年06月16日 - PrizmaX Hall Tour Level 7 〜FUSION〜 @ 市川市文化会館 大ホール
    - 2018年12月15日 - PrizmaX Nonstop @ AiiA 2.5 Theater Tokyo
    - 2018年12月23日 - PrizmaX Nonstop @ 原宿クエストホール
    - 2018年12月29日 - PrizmaX Nonstop @ 梅田クラブクアトロ（※トークイベント）
    - 2019年07月06日 - PRIZMAX Live Level 8 〜CIRCUS〜＠ 豊洲PIT
    - 2019年12月29日 - PRIZMAX Live Level 9 〜CIRCUS WINTER EDITION〜 ＠ 豊洲PIT
    - 2020年03月27日 - PRIZMAX Live Level 0 〜FINAL〜 ＠ 日テレらんらんホール

  - EBiDAN THE LIVE 出演：
    - 2014年07月05日 - EBiDAN THE Live〜飛び出すEBi本2014 Summer Party〜 @NHKホール
    - 2015年07月12日 - EBiDAN THE LIVE 2015〜Summer Party〜 ＠東京国際フォーラム ホールA
    - 2016年07月20日、21日 - EBiDAN THE LIVE 2016 〜Summer Party〜 @NHKホール
    - 2017年08月03日、04日 - EBiDAN THE LIVE 2017 〜Summer Party〜 ＠東京国際フォーラム
    - 2018年08月28日、29日 - EBiDAN THE LIVE 2018 〜Summer Party〜 ＠東京国際フォーラム ホールA
    - 2019年08月28日、29日 -  EBiDAN THE LIVE 2019 〜Summer Party〜 ＠幕張メッセ国際展示場9・10ホール

  - 海外ライブ 出演：
    - 2017年02月04日 - ジャパン・ミャンマー・プエドー2017
    - 2018年02月24日 - ジャパン・ミャンマー・プエドー2018
    - 2018年06月10日 - ASIA GAME FESTIVAL @シンガポール
    - 2019年02月03日 - ジャパン・ミャンマー・プエドー2019
    - 2019年09月20日 - ASIAN IDOL MUSIC FEST2019 @ パタヤビーチ

### 【4】ディスコグラフィ
- てれび戦士：
  - 2009年03月04日、アルバム「NHK-CD 天才てれびくんMAX　MTK the 13th」。
    1. セカイをまわせ！～僕らのカーニバル～（てれび戦士２００8）
    2. 勇気は時を超える（Mist：島田翼、武田聖夜、田中理来）
    3. Forever　the moment～永遠の一瞬～（Mist：島田翼、武田聖夜、田中理来）

- ピース×ピース：
  - 2011年05月04日、みんなのうた50周年シングル「ピースフル!」

- PRIZMAX／旧：PrizmaX（プリズマックス）：
  - 2013年03月27日、デビューシングル 「Mysterious Eyes/GO!」
  - 2013年10月23日、2ndシングル「Ready」
  - 2014年03月08日、3rdシングル「take me」
  - 2014年09月10日、4thシングル「REBORN」
  - 2014年12月10日、冬のボーナス盤「FANTASISTA」
  - 2015年05月27日、5thシングル「OUR ZONE」
  - 2015年09月30日、6thシングル「Lonely summer days」
  - 2016年04月06日、7thシングル「UP<UPBEAT」
  - 2017年03月29日、1stアルバム「Gradually」
  - 2017年08月30日、8thシングル「OrangeMoon」
  - 2018年02月14日、9thシングル「yours」日本語バージョン
  - 2018年03月14日、9thシングル「yours」英語バージョン（配信のみ）
  - 2018年09月05日、清水大樹プロデュースシングル「Candy」（配信のみ）
  - 2018年10月03日、島田翼プロデュースシングル「rewind」（配信のみ）
  - 2018年11月07日、福本有希プロデュースシングル「South Cross」（配信のみ）
  - 2018年12月05日、森崎ウィンプロデュースシングル「I hate you」（配信のみ）
  - 2019年04月17日、2ndアルバム「FRNKSTN」
  - 2019年12月18日、10thシングル「愛をクダサイ / Beginning」

- マッシュルームズ：
  - 2016年06月29日、ザ・ビートルズ来日50周年記念カバーアルバム「Hello Goodbye」。
    1. カバー曲「MAGICAL MYSTERY TOUR」

### 【5】映画
- ひだまりが聴こえる（2017年）里中大吾 役

### 【6】アニメ
- 闇芝居 7期　第10話、第12話（2019年9月、テレビ東京）

### 【7】雑誌
- 横浜ウォーカー7月号（2017年）「PrizmaX 黒川ティム＆島田翼が行く 横浜フォトジェニックスポット」

### 【8】ラジオ
- Mint Juice Radio（2020年8月4日 -現在、毎週金曜 25:30 - 26:00、interfm）
- Love from Kanzou with Tzbasa（2024年2月19日、RefugeWorldWide）

### 【9】コラム
- Wet Crate（2016年7月1日～2021年4月1日、OKMusicの音楽コラム：1＋58回連載）

### 【10】配信
- PrizmaXの夜遊びキャデラック（2016年5月13日-2017年7月25日、stardust-ch）PrizmaX時代、レギュラー。
- 横浜ウォーカーゼミ vol.70、72、74 (2017年4月27日、6月23日、8月25日、ニコニコ生放送) PrizmaX時代、ゲスト。
- 島田翼のひとくちミュージック（2021年8月30日-現在、ポッドキャスト）
- UPSIDE DOWNERS - ブレイクカルチャー談義 -（2024年8月22日-現在、ポッドキャスト）Katsuya(ブレイクダンサー), コセ(デザイナー), 島田翼(ラジオDJ)によるブレイクカルチャー談義。

### 【11】楽曲プロデュース
- PrizmaX「rewind」（2018年10月3日配信）（rewind）

### 【12】振付
- ZeBRA☆STAR「Boys, Be Ambitious!」（2017年2月18日発売）
- ZeBRA☆STAR「Future!!!!!!!!!」（2021年12月22日発売）

### 【13】写真
- 「DISH// 撮り下ろしZINE」（島田翼撮影：2022年9月1日～10月31日 賞品） ※DISH// とニューバランスのコラボ・キャンペーン「ココロオドルグッズ[12]」。

### 【14】カセット（ビートテープ）プロデュース
- BREAK INNOVATION TAPES VOL.1（2025年6月発売 tZbasa 名義）